# Ralf Seibicke
Ralf Seibicke (* 5. Januar 1961 in Stendal) ist ein deutscher Beamter im Ruhestand. Er war von 2003 bis 2015 Präsident des Landesrechnungshofes Sachsen-Anhalt.

## Leben

### Ausbildung
Ralf Seibicke studierte von 1979 bis 1983 Wirtschaftswissenschaften in der Fachrichtung Finanzökonomie an der Humboldt-Universität zu Berlin und erlangte einen Abschluss als Diplom-Ökonom.

### Laufbahn und Wirken
Seibicke fing 1983 in der Verwaltung des Rates des Bezirkes Magdeburg an und übte dort bis 1990 verschiedene Funktionen in der Abteilung Finanzen aus. Im Anschluss war er von 1990 bis 1997 Referatsleiter der Haushaltsabteilung und Leiter des Generalreferats im Ministerium der Finanzen des Landes Sachsen-Anhalt, währenddessen wurde er dort 1991 zum Stellvertreter des Leiters der Haushaltsabteilung bestellt. Er wurde 1997 Leiter der Präsidialabteilung im Landesrechnungshof Sachsen-Anhalt und war das bis 2002.
Er war von 2003 bis 2015 Präsident des Landesrechnungshofes Sachsen-Anhalt.
Von 2007 bis 2016 war er für das Land Sachsen-Anhalt Mitglied und stellvertretender Vorsitzender der Kommission zur Ermittlung des Finanzbedarfs der Rundfunkanstalten.
Im Mai 2017 wurde er der Vorstand für öffentliche Finanzen beim Bund der Steuerzahler Sachsen-Anhalt e. V., später wurde er der Landesvorsitzende.
Seibicke wurde im März 2019 vom Hörfunk als Sachverständiger in den Verwaltungsrat des Deutschlandradios gewählt.